# العلاقات الغانية الكوستاريكية
العلاقات الغانية الكوستاريكية هي العلاقات الثنائية التي تجمع بين غانا وكوستاريكا.

## مقارنة بين البلدين
هذه مقارنة عامة ومرجعية للدولتين:
| وجه المقارنة                                              | غانا         | كوستاريكا                                 |
| --------------------------------------------------------- | ------------ | ----------------------------------------- |
| المساحة (كم2)                                             | 238.53 ألف   | 51.10 ألف                                 |
| عدد السكان (نسمة)                                         | 26.91 مليون  | 4.91 مليون                                |
| الكثافة السكانية (ن./كم²)                                 | 112.82       | 96.09                                     |
| العاصمة                                                   | أكرا         | سان خوسيه                                 |
| اللغة الرسمية                                             | لغة إنجليزية | اللغة الإسبانية                           |
| العملة                                                    | سيدي غاني    | كولون كوستاريكي                           |
| الناتج المحلي الإجمالي (بليون دولار)                      | 47.33 مليار  | 57.06 مليار                               |
| الناتج المحلي الإجمالي (تعادل القوة الشرائية) بليون دولار | 115.41 مليار | 74.98 مليار                               |
| الناتج المحلي الإجمالي الاسمي للفرد دولار أمريكي          | 1.37 ألف     | 11.26 ألف                                 |
| الناتج المحلي الإجمالي للفرد دولار أمريكي                 | 4.08 ألف     | 14.92 ألف                                 |
| مؤشر التنمية البشرية                                      | 0.579        | 0.766                                     |
| رمز المكالمات الدولي                                      | +233         | +506                                      |
| رمز الإنترنت                                              | .gh          | .cr، قائمة نطاقات المستوى الأعلى للإنترنت |
| المنطقة الزمنية                                           | 00           | 00                                        |

## منظمات دولية مشتركة
يشترك البلدان في عضوية مجموعة من المنظمات الدولية، منها:
| علم المنظمة | اسم المنظمة                               | تاريخ انضمام غانا | تاريخ انضمام كوستاريكا |
| ----------- | ----------------------------------------- | ----------------- | ---------------------- |
|             | الاتحاد البريدي العالمي                   | ?                 | ?                      |
|             | يونسكو                                    | 11 أبريل 1958     | 19 مايو 1950           |
|             | البنك الدولي للإنشاء والتعمير             | 20 سبتمبر 1957    | 8 يناير 1946           |
|             | منظمة التجارة العالمية                    | ?                 | ?                      |
|             | وكالة ضمان الاستثمار متعدد الأطراف        | 29 أبريل 1988     | 8 فبراير 1994          |
|             | الاتحاد الدولي للاتصالات                  | 17 مايو 1957      | 13 سبتمبر 1932         |
|             | منظمة الشرطة الجنائية الدولية             | ?                 | ?                      |
|             | مؤسسة التمويل الدولية                     | 3 أبريل 1958      | 20 يوليو 1956          |
|             | الأمم المتحدة                             | 8 مارس 1957       | 2 نوفمبر 1945          |
|             | مؤسسة التنمية الدولية                     | 29 ديسمبر 1960    | 30 يونيو 1961          |
|             | الفريق المعني برصد الأرض                  | ?                 | ?                      |
|             | منظمة حظر الأسلحة الكيميائية              | ?                 | ?                      |
|             | المركز الدولي لتسوية المنازعات الاستشارية | 14 أكتوبر 1966    | 27 مايو 1993           |

## وصلات خارجية
- موقع وزارة الخارجية الغانية
- موقع وزارة الخارجية الكوستاريكية